# Kelilik
Kelilik is een bestuurslaag in het regentschap Kepahiang van de provincie Bengkulu, Indonesië. Kelilik telt 645 inwoners (volkstelling 2010).